# Hymenoplia miegii
Hymenoplia miegii es un coleóptero de la subfamilia Melolonthinae.

## Distribución geográfica
Habita en la España peninsular.